# Selecció de futbol d'Albània

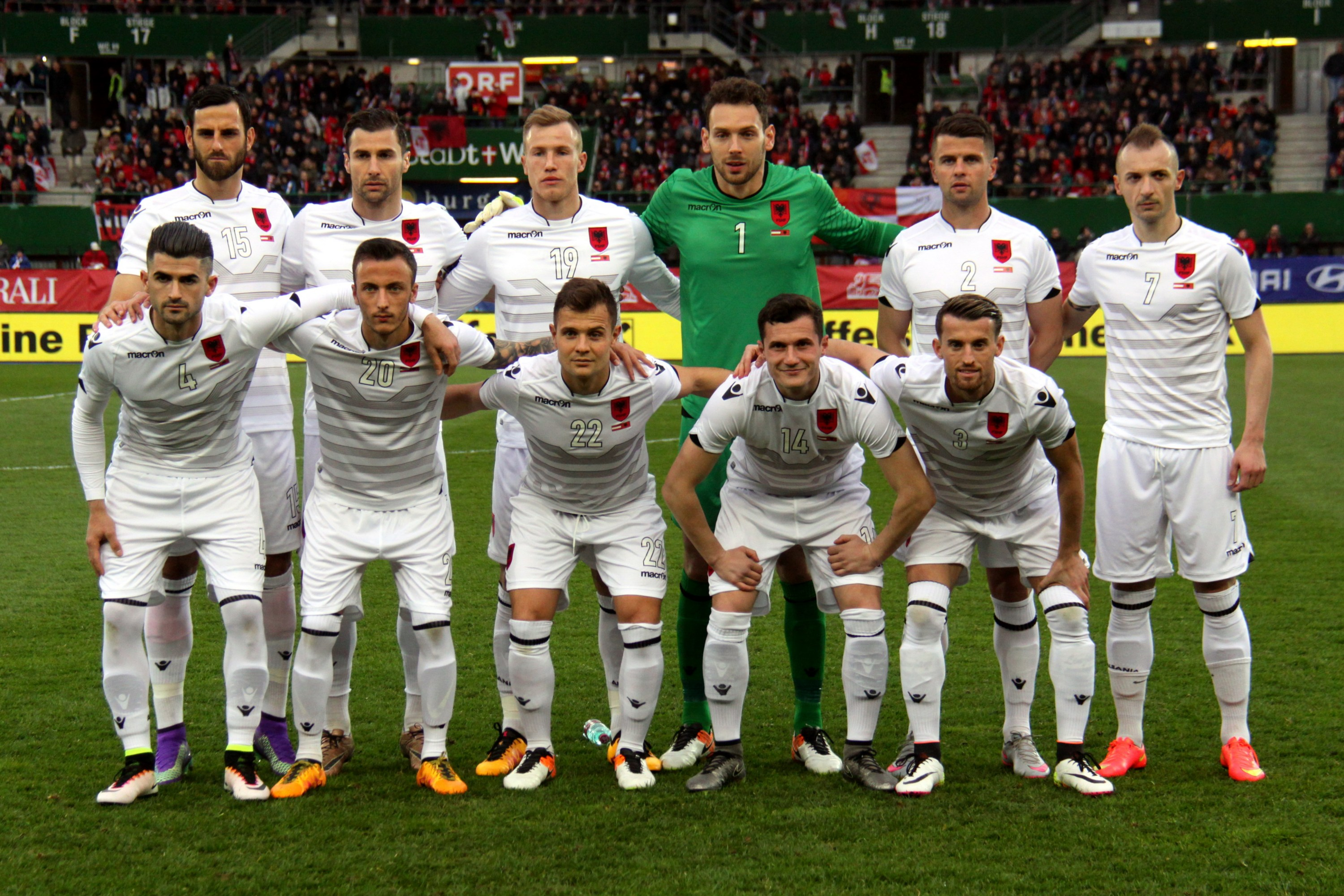
Selecció de futbol d'Albània (2016)

La selecció de futbol d'Albània representa a Albània a les competicions internacionals de futbol. És controlada per l'Federació Albanesa de Futbol.

## Història
Tot i que no va jugar partits, la selecció albanesa existeix des d'abans que la Federació Albanesa de Futbol fos creada, el 1930. La Federació es va fundar el 6 de juny de 1930, ingressant a la FIFA en el congrés del 12-16 de juny d'aquell any. El primer partit oficial de la selecció albanesa va ser el 1946, en un partit contra la selecció iugoslàvia, que van acabar perdent per 2-3 a l'estadi Qemal Stafa. Aquell mateix any Albània va participar, per primera vegada, a la Copa dels Balcans, competició de la que es va proclamar vencedora després de derrotar Romania a la final per 1–0. El 1954 Albània fou una de les federacions fundadores membres de la UEFA. La selecció balcànica va esperar fins al 1962 per participar en l'Eurocopa, any en què va arribar a estar entre els 16 equips participants. Albània va aconseguir participar-hi perquè Grècia, la seva rival, va decidir retirar-se per motius polítics. Al final del torneig Albània es trobava en 9a posició, entre les seleccions europees.
Albània va participar, per primera vegada, a la fase de classificació de la Copa del Món en l'edició de 1966. L'equip va quedar enquadrat en el Grup 5, quedant en darrera posició amb només un punt en 6 partits. En la fase de classificació de l'Eurocopa de 1968, Albània va aconseguir un meritori empat a 0 amb la selecció d'Alemanya Occidental, que va impedir als alemanys participar en la fase final del torneig. Els següents anys Albània no participaria en la fase de classificació per les Copes del Món de 1970 i 1978, ni de les Eurocopes de 1972, 1976 i 1980, per raons polítiques desconegudes. Després d'estar sis anys sense disputar partits internacionals, Albània si que participà en la fase classificatòria del Mundial de 1982, acabant en penúltima posició del seu grup, quedant per sobre de la selecció finesa.
La fase classificatòria del Mundial de 1990 va ser, probablement, la pitjor de la història del petit país balcànic, ja que va perdre els sis partits que va disputar. La fase de classificació del Mundial de 2002 no va ser gaire millor, tot i que van aconseguir derrotar per 2-0 a Grècia. En la classificació per l'Eurocopa 2004 Albània si que aconseguí generar certa expectació, ja que van derrotar la selecció russa per 3–1 a l'estadi Loro Boriçi. El partit va veure també el debut del seleccionador alemany Hans-Peter Briegel, que va conduir al conjunt albanès a encadenar una ratxa de partits guanyats a casa. Tot i així, Albània va acabar amb només 8 punts i en penúltima posició. En la classificació per la Copa del Món de 2006 Albània va aconseguir uns resultats més positius, derrotant Grècia dos mesos després que aquesta es proclamés vencedora de l'Eurocopa de 2004 al derrotar la selecció portuguesa a Portugal. La selecció balcànica va guanyar als hel·lens per 2-1, marcant els seus gols els minuts 2 i 11 de partit.
En la fase de classificació per disputar l'Eurocopa de 2008, Albània va derrotar en dues ocasions la selecció luxemburguesa. A més, també va empatar (2-2) amb Belarús, i va aconseguir un empat a 0 en la seva visita a Bulgària. Tot i així, la derrota en el darrer partit, per 6-1, contra la selecció de Romania, va provocar la dimissió del seleccionador Otto Barić i del seu assistent. El desembre de 2007, Arie Haan fou nomenat com el nou seleccionador de l'equip, signant per 2 anys, període en què es disputava la classificació pel Mundial de 2010. Els mals resultats, amb només 7 punts en 10 partits, van provocar que Haan fos substituït per Josip Kuže el maig de 2009. Tot i així, Kuže tampoc va obtenir uns resultats massa millors, quedant l'equip amb només 9 punts en 10 partits en la classificació per l'Eurocopa de 2012. Amb Kuže, però, Albània va aconseguir la seva major victòria de la història, derrotant la selecció de Xipre per 6-1 a casa.
Quan Josip Kuže va deixar l'equip, va ser substituït per l'entrenador italià Gianni de Biasi, el desembre de 2011. Amb de Biasi, Albània va començar la fase de classificació de la Copa del Món de 2014 amb molta força, arribant a situar-se en 2a posició amb sis partits disputats, i a només 4 del final de la competició. Tot i així, no va poder assegurar els resultats, perdent contra Eslovènia, Islàndia i Suïssa, i empatant a 0 amb Xipre. Albània va iniciar la seva participació en la fase de classificació de l'Eurocopa de 2016 amb una sorprenent victòria, per 1-0, contra la selecció de Portugal., que va ser seguit per un empat (1-1) amb la selecció danesa, al renovat Elbasan Arena. Després de derrotar per 3-0 a la selecció d'Armènia, en el darrer partit de la fase, Albània va fer història al classificar-se per l'Eurocopa de 2016, la seva primera participació en una fase final de la màxima competició europea de futbol.

## Palmarès
- Copa Balcànica de Nacions: 1946
- Torneig Internacional de futbol Rothmans (Valletta): 2000[15]

## Participacions en la Copa del Món
- Del 1930 al 1962 - No participà
- 1966 - No es classificà
- 1970 - No acceptada per la FIFA
- 1974 - No es classificà
- 1978 - No participà
- Del 1982 al 2022 - No es classificà

## Participacions en el Campionat d'Europa
- 1960 - No hi participà
- 1964 - No es classificà
- 1968 - No es classificà
- 1972 - No es classificà
- 1976 - No hi participà
- 1980 - 2012 - No es classificà
- 2016 - Primera fase
- 2020 - No es classificà
- 2024 - Primera fase

## Plantilles
Els jugadors convocats pel Campionat d'Europa de futbol 2016
| Dorsal | Posició | Jugador          | Data de naixement/edat | Partits | Gols | Club                |
| ------ | ------- | ---------------- | ---------------------- | ------- | ---- | ------------------- |
| 1      | POR     | Etrit Berisha    | 10 de març de 1989     | 35      | 0    | Lazio               |
| 12     | POR     | Orges Shehi      | 25 de setembre de 1977 | 7       | 0    | Skënderbeu Korçë    |
| 23     | POR     | Alban Hoxha      | 23 de novembre de 1987 | 1       | 0    | Partizani Tirana    |
| 5      | DEF     | Lorik Cana       | 27 de juny de 1983     | 92      | 1    | Nantes (Capità)     |
| 7      | DEF     | Ansi Agolli      | 11 de novembre de 1982 | 61      | 2    | Qarabağ             |
| 2      | DEF     | Andi Lila        | 12 de febrer de 1986   | 59      | 0    | PAS Giannina        |
| 15     | DEF     | Mërgim Mavraj    | 9 de juny de 1986      | 26      | 3    | FC Köln             |
| 4      | DEF     | Elseid Hysaj     | 20 de febrer de 1994   | 20      | 0    | Napoli              |
| 18     | DEF     | Arlind Ajeti     | 25 de setembre de 1993 | 10      | 1    | Frosinone           |
| 17     | DEF     | Naser Aliji      | 27 de desembre de 1993 | 5       | 0    | Basel               |
| 6      | DEF     | Freddie Veseli   | 20 de novembre de 1992 | 3       | 0    | Lugano              |
| 21     | MIG     | Odise Roshi      | 21 de maig de 1991     | 33      | 1    | Rijeka              |
| 8      | MIG     | Migjen Basha     | 5 de gener de 1987     | 19      | 3    | Como                |
| 3      | MIG     | Ermir Lenjani    | 5 d'agost de 1989      | 19      | 3    | Nantes              |
| 22     | MIG     | Amir Abrashi     | 27 de març de 1990     | 18      | 0    | SC Freiburg         |
| 20     | MIG     | Ergys Kaçe       | 8 de juliol de 1993    | 16      | 2    | PAOK                |
| 13     | MIG     | Burim Kukeli     | 16 de gener de 1984    | 15      | 0    | Zürich              |
| 9      | MIG     | Ledian Memushaj  | 7 de desembre de 1986  | 14      | 0    | Pescara             |
| 11     | MIG     | Shkëlzen Gashi   | 15 de juliol de 1988   | 14      | 1    | Colorado Rapids     |
| 14     | MIG     | Taulant Xhaka    | 28 de març de 1991     | 12      | 0    | Basel               |
| 10     | DAV     | Armando Sadiku   | 27 de maig de 1991     | 20      | 5    | Vaduz               |
| 16     | DAV     | Sokol Cikalleshi | 27 de juliol de 1990   | 20      | 2    | İstanbul Başakşehir |
| 19     | DAV     | Bekim Balaj      | 11 de gener de 1991    | 16      | 2    | Terek Grozny        |

## Estadi
El novembre de 2013, l'estadi Qemal Stafa fou tanact per la FIFA per no respectar les normatives internacionals. A causa de la situació econòmica del país, amb unes infraestructures molt pobres, cap dels estadis d'Albània complia amb aquestes normatives, necessàries per allotjar competicions internacionals. Per aquest motiu, el govern albanès va ampliar l'estadi Ruzhdi Bizhuta, d'Elbasan, anomenant-lo Elbasan Arena, amb l'objectiu de poder-hi disputar la fase de classificació de l'Eurocopa 2016, a partir del setembre de 2014, així com l'estadi Loro Boriçi, a Shkodër, a partir de l'octubre de 2015.

## Cronologia de les equipacions
L'equipació d'Albània ha estat, principalment, de color vermell i negre, amb alguns canvis al llarg dels anys.
Local
| 1946 | 1970 | 2010 | 2015 | Euro 2016 |

Visitant
| 2010 | 2015 | Tercera equipació 2015 | Euro 2016 | Tercera equipació Eurocopa 2016 |

## Entrenadors
A continuació es mostra una relació cronològica dels entrenadors que han dirigit Albània des del 1946.
1. Ljubiša Broćić (1r) (22.08.1946 – 13.10.1946)
2. Adem Karapici (1r) (25.05.1947 – 25.05.1947)
3. Ljubiša Broćić (2n) (15.06.1947 – 20.08.1947)
4. Adem Karapici (2n) (14.09.1947 – 27.06.1948)
5. Sllave Llambi (23.10.1949 – 17.11.1949)
6. Ludovik Jakova (29.11.1949 – 08.10.1950)
7. Myslym Alla (1r) (29.11.1952 – 07.12.1952)
8. Miklós Vadas (29.11.1953 – 29.11.1953)
9. Loro Boriçi (1r) (15.09.1957 – 29.06.1963)
10. Zyber Konçi (1r) (30.10.1963 – 07.05.1965)
11. Loro Boriçi (2n) (24.11.1965 – 21.06.1972)
12. Myslym Alla (2n) (29.10.1972 – 06.05.1973)
13. Ilia Shuke (10.10.1973 – 08.11.1973)
14. Loro Boriçi (3r) (03.11.1976 – 03.11.1976)
15. Zyber Konçi (2n) (03.09.1980 – 06.12.1980)
16. Loro Boriçi (4t) (01.04.1981 – 18.11.1981)
17. Shyqyri Rreli (1r) (22.09.1982 – 30.05.1985)
18. Agron Sulaj (1r) (30.10.1985 – 18.11.1987)
19. Shyqyri Rreli (2n) (06.08.1988 – 15.11.1989)
20. Bejkush Birçe (1r) (30.05.1990 – 30.05.1990)
21. Agron Sulaj (2n) (05.09.1990 – 19.12.1990)
22. Bejkush Birçe (2n) (30.03.1991 -14.05.1994)
23. Neptun Bajko (07.09.1994 – 14.12.1996)
24. Astrit Hafizi (29.03.1997 – 09.10.1999)
25. Medin Zhega (06.02.2000 – 06.06.2001)
26. Sulejman Demollari (01.09.2001 – 17.04.2002)
27. Giuseppe Dossena (12.10.2002 – 16.10.2002)
28. Hans-Peter Briegel (12.02.2003 – 22.03.2006)
29. Otto Barić (16.08.2006 – 17.10.2007)
30. →   Slavko Kovačić – (entrenador interí) (17.11.2007 – 21.11.2007)
31. Arie Haan (27.05.2008 – 01.04.2009)
32. Josip Kuže (06.06.2009 – 11.10.2011)
33. →  Džemal Mustedanagić – (entrenador interí) (11.11.2011 – 15.11.2011)
34. Gianni De Biasi (29.02.2012 – 14.06.2017)
35. Christian Panucci (19.07.2017 – 23.03.2019)
36. Ervin Bulku (23.03.2019 – 17.03.2019)
37. Edoardo Reja (17.04.2019 – 30.11.2022)
38. Sylvio (1.01.2023 – present)

## Jugadors

### Jugadors amb més partits
A 14 de abril de 2018.
| #   | Nom            | Temps     | Partits |
| --- | -------------- | --------- | ------- |
| 1°  | Lorik Cana     | 2003-2016 | 93      |
| 2°  | Altin Lala     | 1998-2011 | 79      |
| 3°  | Klodian Duro   | 2001-2011 | 77      |
| 4°  | Ervin Skela    | 2000-2011 | 75      |
| 5°  | Erjon Bogdani  | 1996-2013 | 74      |
| 6°  | Foto Strakosha | 1990-2004 | 73      |
| 7°  | Ansi Agolli    | 2005-     | 73      |
| 8°  | Altin Haxhi    | 1995-2009 | 68      |
| 9°  | Igli Tare      | 1997-2007 | 68      |
| 10° | Alban Bushi    | 1995-2007 | 67      |

### Jugadors amb més gols
A 14 d' abril de 2018.
| #   | Jugador        | Temps     | Gols | Partits |
| --- | -------------- | --------- | ---- | ------- |
| 1°  | Erjon Bogdani  | 1996-2013 | 18   | 74      |
| 2°  | Alban Bushi    | 1995-2007 | 14   | 67      |
| 3°  | Ervin Skela    | 2000-2011 | 13   | 75      |
| 4°  | Altin Rraklli  | 1992-2005 | 11   | 64      |
| 5°  | Hamdi Salihi   | 2006-2015 | 11   | 48      |
| 6°  | Sokol Kushta   | 1987-1996 | 10   | 31      |
| 7°  | Igli Tare      | 1997-2007 | 10   | 68      |
| 8°  | Armando Sadiku | 2012-     | 9    | 31      |
| 9°  | Adrian Aliaj   | 2002-2006 | 8    | 29      |
| 10° | Loro Boriçi    | 1946-1958 | 6    | 24      |